# Zapoteca tetragona
Zapoteca tetragona es una especie de  arbusto perteneciente a la familia de las fabáceas. 

## Descripción
Son arbustos, que alcanzan un tamaño de hasta 5 m de alto, ramitas conspicuamente tetragonales, especialmente en las partes jóvenes. Pinnas (3–) 4–7 pares; folíolos 10–35 pares por pinna, angostamente oblongos, (5–) 8–18 mm de largo y 1–4 mm de ancho. Cáliz 2–3 mm de largo; corola (5–) 8 mm de largo. Fruto hasta 16.5 cm de largo.

## Distribución y hábitat
C
Es una especie común, que se encuentra en hábitats perturbados derivados de bosques húmedos y subhúmedos, en la zona norcentral; a una altitud de 0–1500 m; fl sep–feb, fr feb–abr; desde México (Nayarit y Veracruz), Centroamérica a Ecuador, a lo largo de los Andes.

## Taxonomía
Zapoteca tetragona fue descrita por (Willd.) H.M.Hern. y publicado en Annals of the Missouri Botanical Garden 73(4): 757.  1986[1987].
Sinonimia
- Acacia quadrangularis Link
- Acacia tetragona Willd.	basónimo
- Anneslia tetragona (Willd.) Donn.Sm.
- Calliandra portoricensis var. multijuga Micheli ex Donn. Sm.
- Calliandra tetragona (Willd.) Benth.
- Calliandra toroana Britton & Rose
- Feuilleea tetragona (Willd.) Kuntze
- Mimosa quadrangularis Poir.[2]